# Metropolitana di Montréal
La metropolitana di Montréal, nota come le Métro de Montréal, è la metropolitana che serve la città canadese di Montréal, nella provincia del Québec. Ha una estensione di circa 66 km, ripartiti su quattro linee dotate di 68 stazioni. È tra le più trafficate del Paese, trasportando una media di più di un milione di passeggeri al giorno nei giorni lavorativi. Il sistema metropolitano fu inaugurato nel 1966 ed è gestito dalla Société de transport de Montréal (STM). Molti elementi architettonici sono ispirati alla metropolitana di Parigi, e ad altre metropolitane francesi come quelle di Lione e di Marsiglia.

## Storia
I primi progetti per la costruzione della metropolitana di Montreal risalgono al 1910, ma fu necessario aspettare fino al 1962 prima che iniziassero i lavori, che furono realizzati in prospettiva dell'esposizione universale del 1967. Il primo tratto, comprendente 28 stazioni su due linee distinte, fu inaugurato nel 1966.
Un nuovo impulso all'espansione della metropolitana fu dato dall'assegnazione dei giochi olimpici del 1976 alla città canadese. Nel corso degli anni sono avvenute altre espansioni della rete, l'ultima delle quali avvenuta nel 2007, che ne hanno portato l'estensione complessiva a più di 65 km e con un totale di 68 stazioni.

## Rete
Al 2012, la rete metropolitana si compone di quattro linee:
| Linea   | Colore    | Apertura | Percorso                                      | Lunghezza | Stazioni |
| ------- | --------- | -------- | --------------------------------------------- | --------- | -------- |
| Linea 1 | Verde     | 1966     | Angrignon-Honoré-Beaugrand                    | 22,1 km   | 27       |
| Linea 2 | Arancione | 1966     | Côte-Vertu-Montmorency                        | 30 km     | 31       |
| Linea 4 | Gialla    | 1967     | Berri-UQAM-Longueuil–Université-de-Sherbrooke | 4,25 km   | 3        |
| Linea 5 | Blu       | 1986     | Snowdon-Saint-Michel                          | 9,7 km    | 12       |

Le quattro linee sono caratterizzate sia da un colore sia da un numero. La linea più trafficata è quella arancione, mentre quella con meno passeggeri è quella blu. La linea più corta è quella gialla che è composta da solo tre fermate e fu realizzata per l'Expo del 1967. La metro funziona solitamente dalle 5:30 del mattino fino all'1:00 di notte, fatta eccezione per la linea blu che chiude alle 12:15 circa, a causa del minor flusso di passeggeri

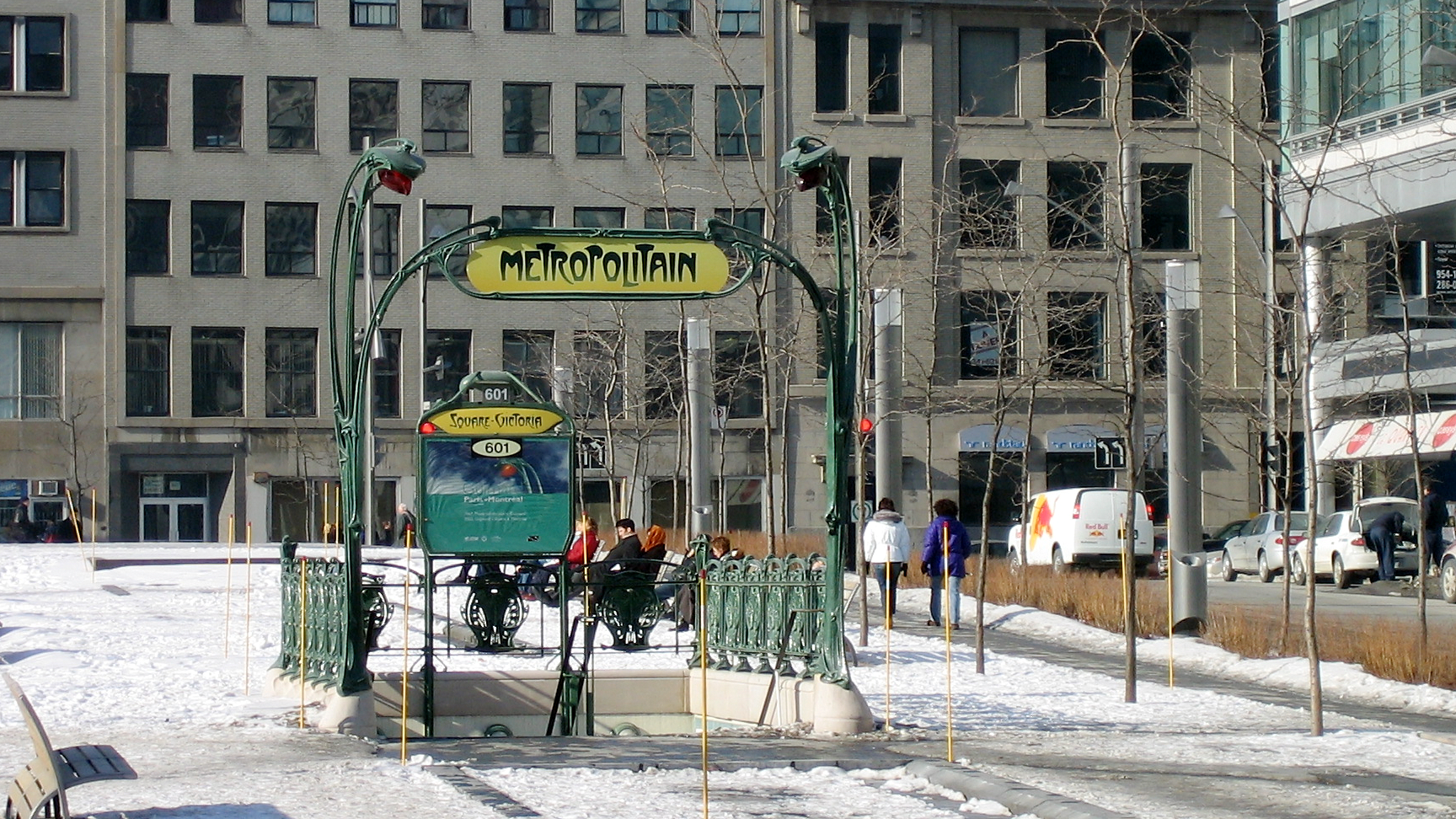
Ingresso della stazione Square-Victoria con edicola originale di Hector Guimard, dono della RATP alla città di Montréal.

## Progettazione delle stazioni
La progettazione della metropolitana è stata pesantemente influenzata dalle condizioni atmosferiche invernali della città di Montréal. Al contrario di altre metro, a Montréal quasi tutte le entrate delle stazioni sono posizionate dietro il marciapiede e di solito completamente chiuse in piccole e distinte costruzioni o in costruzioni senza facciata. Queste sono attrezzate di porte girevoli a farfalla con lo scopo di mitigare il vento causato dai movimenti del treno che possono rendere le porte difficili da aprire. L'intero sistema passa sottoterra e alcune stazioni sono direttamente connesse con le costruzioni, facendo della metropolitana una parte integrante della città sotterranea.
La rete ha 68 stazione, di cui quattro fungono da collegamento tra le linee della metro, e cinque sono connesse alla rete ferroviaria pendolare. Queste sono state per la maggior parte chiamate con il nome delle strade adiacenti ad esse.
La distanza media tra le stazioni è di 950 metri, con un minimo in centro città di 296 metri tra le stazioni di Peel e McGill e un massimo di 2,36 chilometri tra le stazioni di Berri-UQUAM e Jean-Drapeau. La profondità media delle stazioni è di 15 metri. La più profonda stazione della rete, Charlevoix, ha la propria piattaforma diretta Honoré-Beaugrand situata a 29,6 metri sottoterra. Le stazioni meno profonde sono Angrignon e il capolinea Longueuil-Université-de-Sherbrook di 4,3 metri sotto la superficie.
Le piattaforme, lunghe 152,4 metri e larghe almeno 3,8 metri, sono posizionate da entrambi i lati dei binari tranne nelle stazioni di Lionel-Groulx, Snowdon e Jean-Talon, dove sono sovrapposte per facilitare il trasferimenti tra le linee in determinate direzioni. Le stazioni di Charlevoix e De l'Église sono progettate con piattaforme sovrapposte per ragioni tecniche, il basamento roccioso della zona era diventato troppo fragile per una stazione di dimensioni maggiori. I capolinea dei futuri prolungamenti potrebbero essere muniti di piattaforme centrali per ospitare un anello.

### Design architettonico e arte pubblica
La metropolitana di Montréal è rinomata per il suo design architettonico e arte pubblica. Sotto la guida di Drapeau, è stata organizzata una competizione tra gli architetti canadesi per decidere il design di ciascuna stazione, assicurando che ogni stazione sarebbe stata costruita con uno stile differente e da un architetto diverso. Molte stazioni, come la Berri-UQAM, sono importanti esempi di architettura modernista, e varie scelte progettuali a livello del sistema sono state informate all'International Style. Comunque, i numerosi interventi, come l'installazione dei telefoni pubblici e degli altoparlanti, con visibili collegamenti elettronici, hanno avuto un impatto significativo sull'eleganza di molte stazioni.
Avanti insieme alla metropolitana di Stoccolma, Montréal ha aperto la strada dell'installazione dell'arte pubblica nella metropolitana tra i paesi capitalisti,una pratica che era stata precedentemente trovata di paesi socialisti e comunisti (la metropolitana di Mosca ne è un esempio significativo).

## Tecnologia
La metropolitana ha trazione con pneumatici che appoggiano su un piano di calcestruzzo, internamente al piano di scorrimento esistono rotaie metalliche leggere che hanno funzione di guida.